# Pheidole xerophila
Pheidole xerophila (лат.) — вид муравьёв рода Pheidole из подсемейства Myrmicinae (Formicidae). Неарктика (Мексика, США). Встречается в аридных полупустынных сообществах Северной Америки, в том числе, в пустынях Чихуахуан и Сонора.

## Описание
Мелкие коричневатые муравьи (крупноголовые красновато-коричневые солдаты около 4 мм длиной; желтовато-коричневые рабочие около около 2 мм; ширина головы солдат около 1,3 мм, у рабочих около 0,5 мм). Глаза рабочих крупные: длина глаза намного больше, чем расстояние от глаза до передней границы головы. Голова с выемкой на затылке. Заднегрудь с двумя проподеальными короткими шипиками. Солдаты: голова и ноги красновато-жёлтые; мезосома и остальные придатки темно-красновато-желтые, стебелёк и брюшко светло-красновато-коричневые. Мелкие рабочие: тело желтовато-коричневое; придатки светло-желтовато-коричневые. Стебелёк между грудью и брюшком состоит из двух члеников: петиолюса и постпетиолюса (последний чётко отделён от брюшка).
Полностью развитая колония может состоять из тридцати-сорока солдат и двух-трёх сотен рабочих, хотя многие колонии не достигают таких размеров. Обе касты иногда строят небольшой низкий кратер, но это не является постоянной особенностью гнезда. В течение большей части года единственным внешним признаком гнезда является его маленький круглый вход, диаметр которого обычно составляет около 2 мм.
Pheidole xerophila tucsonica и P. desertorum необычны среди муравьёв тем, что в колониях производят только однополые сообщества крылатых особей (или самки, или самцы) или крайне разделённые по полу репродуктивные выводки. Специализация в производстве полов может быть более экстремальной у Pheidole, чем у других муравьёв, из-за различий между муравьиными таксонами в величине давления отбора, как благоприятствующего, так и противодействующего специализации.
Вид принадлежит к группе Pheidole pilifera, у которой обнаружена зависимость строения грибовидных тел мозга от касты. Как и многие другие виды рода Pheidole, муравьи диморфны; колонии содержат две касты рабочих, «мелких» и гораздо более крупных «крупных» рабочих-солдат. Субрегионы мозга, участвующие в сенсорном входе (зрительные и антеннальные доли), сенсорной интеграции, обучении и памяти (грибовидные тела) и моторных функциях (центральное тело и субэзофагеальный ганглий), значительно различаются по относительному размеру, что отражает дифференциальные инвестиции в нейропили, которые, вероятно, регулируют выполнение задач, зависящих от субкасты и возраста. Рабочие группы различаются по размеру мозга и демонстрируют паттерны изменённого изометрического и аллометрического масштабирования субрегионов, которые влияют на архитектуру мозга независимо от вариаций размера мозга. В частности, размер тела грибовидных тел положительно коррелировал с пластичностью выполнения задач в контексте как возрастного, так и субкастового полиэтизма, обеспечивая сильную, новую поддержку того, что большие инвестиции в этот нейропиль увеличивают поведенческую гибкость.

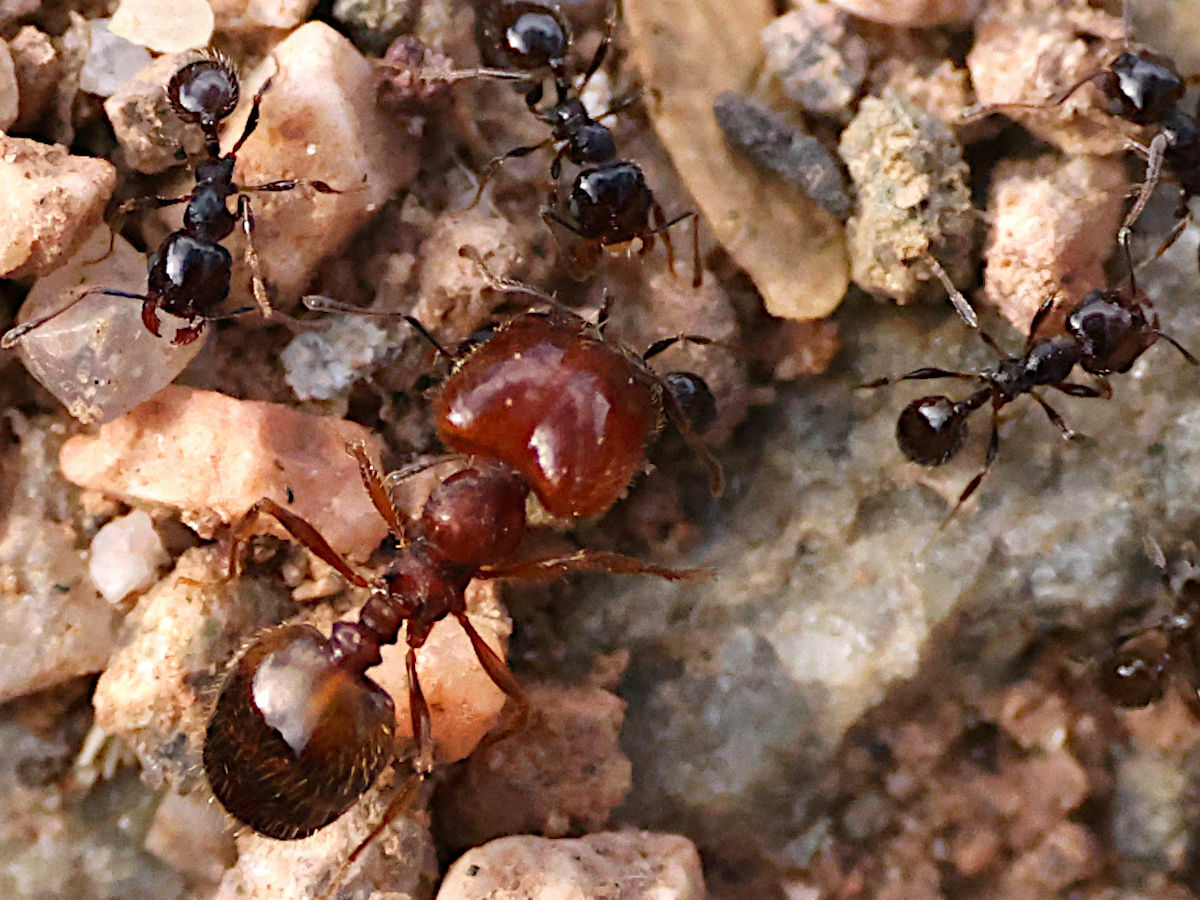
Pheidole xerophila, рабочие и солдат
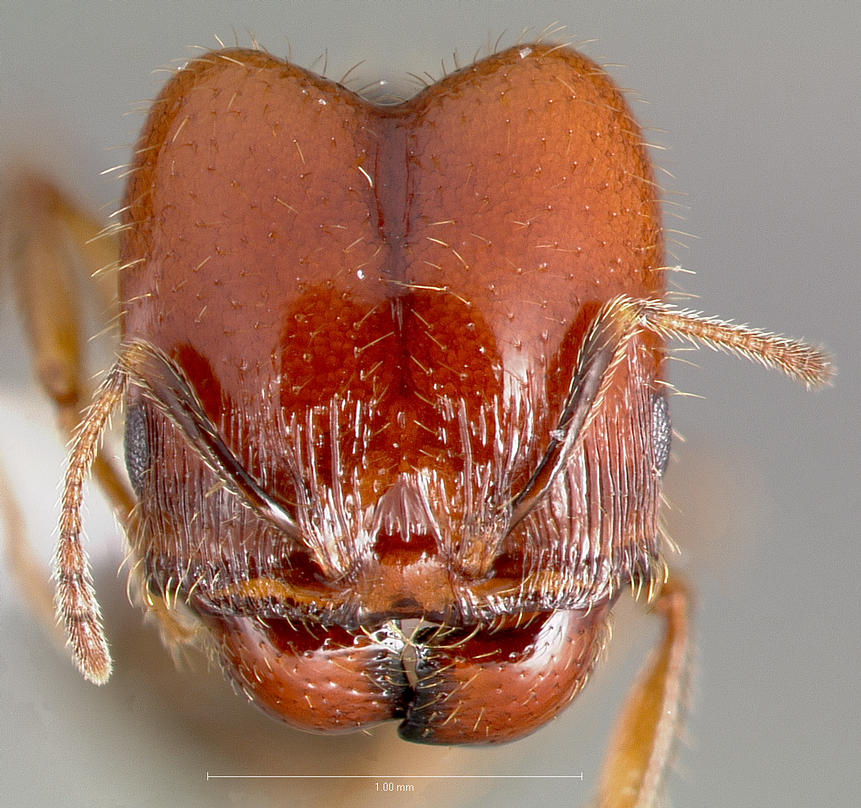
Голова солдата
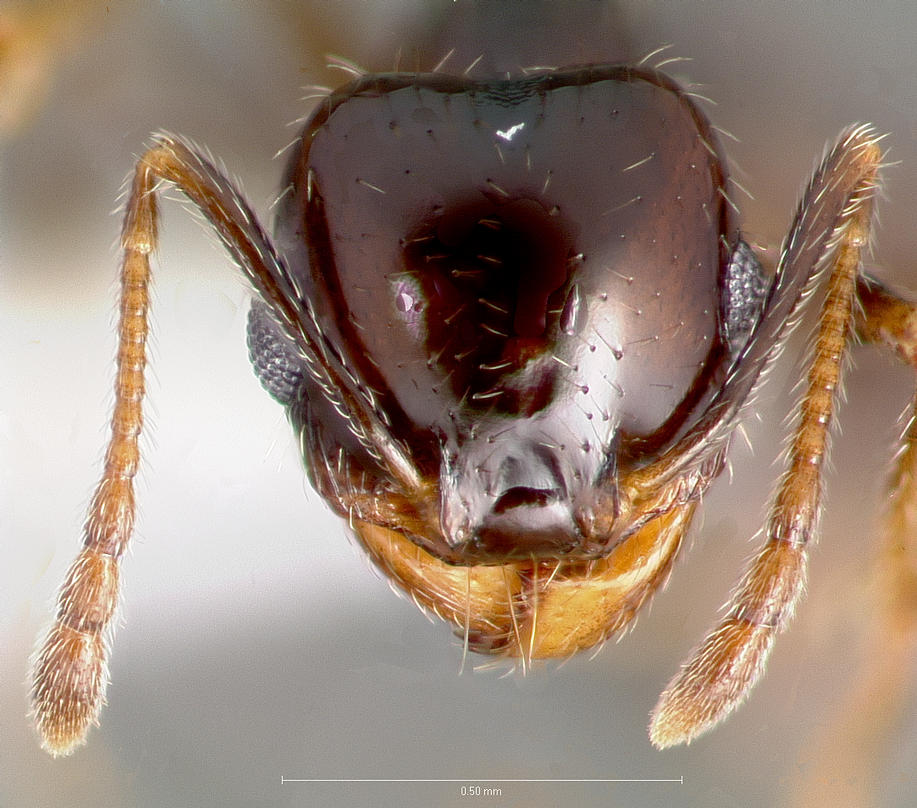
Голова рабочего
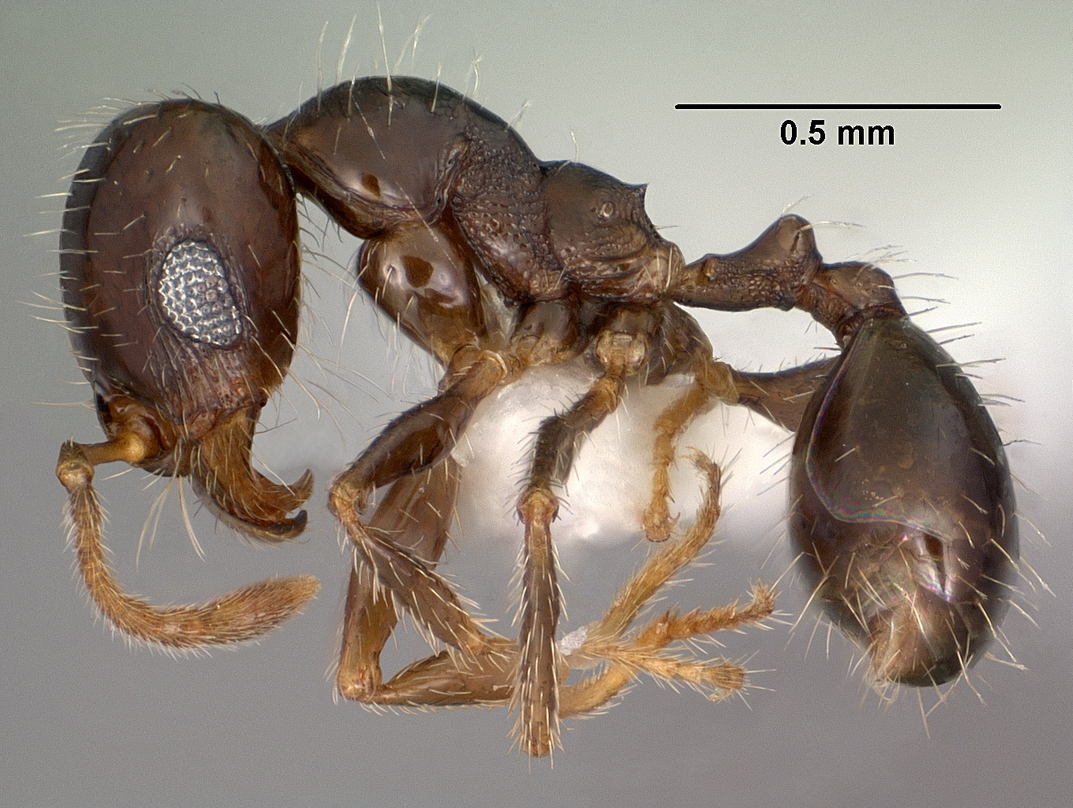
Рабочий в профиль

## Систематика
Вид был описан в 1908 году американским мирмекологом профессором Уильямом Мортоном Уилером. Включён в состав видовой группы Pheidole pilifera, где сходен с видами Pheidole gilvescens. Отличия солдат Ph. xerophila от него следующие: частично от красновато-желтых до светло-красновато-коричневых; постпетиолярный узел поперечно конусовидный, почти в 2 раза шире петиолярного узла; бока переднеспинки в основном без бороздок и гладкие. С Pheidole gilvescens также сходны Pheidole bajaensis и Pheidole yaqui, отличающиеся от солдат уплощённым профилем задней половины головы в боковой проекции и заметным сужением головы от средней линии к затылку в боковой проекции.
Подвидовая форма «subspecies tucsonica» рассматривается как географический вариант с поперечно шершавым переднеспинкой, который, как отметили Крейтон и Грегг (1955), встречается от центрального Техаса на запад через южный Нью-Мексико и Аризону до гор Южной Калифорнии и на юг в Сонору до Гуаямаса. «Типичная» xerophila с преимущественно гладким переднебоковым краем переднеспинки распространена от Биг-Бенда Техаса до юго-западной части Нью-Мексико. Поскольку промежуточные формы пронотальной скульптуры встречаются в центральной Мексике, Крейтон и Грегг (1955) рассматривали tucsonica как подвид xerophila. Снеллинг и Джордж (1979), подтвердив наличие интерградации, подняли tucsonica до уровня вида, и этот шаг последовал за Д. К. и Дж. Уилерами (1986). В настоящее время tucsonica синонимизиована в составе xerophila, но это не является твёрдым заключением; Снеллинг и Джордж могут быть правы, считая промежуточные виды не более чем редкими гибридами.

## Распространение и экология
Встречаются в аридных полупустынных сообществах Северной Америки (Мексика, США), в том числе, в пустынях Чихуахуан и Сонора. Снеллинг и Джордж (1979) сообщали, что в Южной Калифорнии xerophila («tucsonica») встречается на высоте 150—1500 м, в кустарниковых зарослях из креозотового куста, в лесах из деревьев Джошуа и дубово-можжевеловых лесов. Колонии содержат 30—40 солдат и 300—400 мелких рабочих и строят небольшие низкие кратеры в песке, часто окружённые семенной шелухой. Присутствуют тайники с запасами семян. Д. К. и Дж. Уилеры (1986) нашли этот вид (подвид tucsonica) локально многочисленным в южной части Невады, где он образует кратерные гнёзда в мелком песке, иногда окружённые семенной мякиной; в камерах гнёзд также содержатся фрагменты насекомых. В западном Техасе Муди и Франке (1982) нашли этот вид относительно обычным на высоте от 600 до 1800 м, гнездящимся в основном на открытой почве, но иногда и под камнями. В пустынях Чихуахуан и Соноран на юге Аризоны и Нью-Мексико Стефан Ковер (личное сообщение) обнаружил, что это один из самых распространённых видов Pheidole, встречающийся вместе с Pheidole hyatti, Pheidole rugulosa и Pheidole soritis. Он собирает семена по тропам стволов, причём крупных солдат часто сопровождают мелкие рабочие.
Максимальная температура при которой муравьи проводят фуражировку равна 33 °C.